# Nhà đương cục Đài Loan
Nhà đương cục Đài Loan (tiếng Trung: 台湾当局; Hán-Việt: Đài Loan đương cục; bính âm: Táiwān dāngjú) còn gọi là Nhà chức trách Đài Loan (台湾有关方面), Nhà cầm quyền Đài Loan (台灣方面) gọi tắt là Đài đương cục (台当局), nghĩa là Nhà đương cục Đài Loan, Trung Quốc (中國台灣當局), đề cập đến chính quyền khu vực cai trị Đài Loan, Trung Quốc và hàm ý nói tới chính phủ Trung Hoa Dân Quốc, và nhà lãnh đạo chính trị của nó là người đứng đầu chính quyền Đài Loan. Đây là một trong những thuật ngữ liên quan đến Đài Loan được Chính phủ Cộng hòa Nhân dân Trung Hoa quy định và cấm sử dụng thuật ngữ "Chính phủ Đài Loan". Ngoài ra, các chính phủ và tổ chức quốc tế có quan hệ ngoại giao với Cộng hòa Nhân dân Trung Hoa cũng sử dụng tên này để biểu thị rằng họ không phải là "chính phủ". Nếu từ bị vô hiệu hóa, nghĩa sẽ ngược lại.

## Tổng quan
Theo nguyên tắc một Trung Quốc, Cộng hòa Nhân dân Trung Hoa tuyên bố rằng họ đã thay thế Chính phủ Trung Hoa Dân Quốc trở thành chính phủ Trung Quốc duy nhất kể từ khi chính phủ nước này được thành lập vào năm 1949. Nó phủ nhận tính hợp pháp của Chính phủ Trung Hoa Dân Quốc kể từ khi nước này dời sang Đài Loan vào năm 1949 nên sử dụng thuật ngữ nhà đương cục Đài Loan. Chính phủ Trung Hoa Dân Quốc tuyên bố rằng họ là một quốc gia độc lập và có chủ quyền và thường gọi chính phủ Cộng hòa Nhân dân Trung Hoa bằng những cái tên như nhà đương cục Trung Quốc (中國當局), nhà đương cục Đại Lục (大陸當局), nhà đương cục Trung Cộng (中共當局) và nhà đương cục Bắc Kinh (北京當局).

## Cách sử dụng

### Cộng hoà Nhân dân Trung Hoa
Đảng Cộng sản Trung Quốc và Cộng hòa Nhân dân Trung Hoa sử dụng những thuật ngữ mang tính xúc phạm như chính phủ phái phản động Quốc dân Đảng và tập đoàn thống trị phản động Quốc dân Đảng để chỉ chính phủ Trung Hoa Dân Quốc tồn tại từ tháng 4 năm 1927 khi Tưởng Giới Thạch thành lập chính phủ Quốc dân riêng ở Nam Kinh cho đến lúc Quân Giải phóng Nhân dân chiếm được Nam Kinh trong chiến dịch vượt sông Trường Giang năm 1949.
Từ "phản động" được đưa ra như một định nghĩa mang tính tiêu cực. Kể từ khi thành lập nước Cộng hòa Nhân dân Trung Hoa vào năm 1949 và sự chia cắt hai bờ eo biển Đài Loan, chính phủ Trung Hoa Dân Quốc và chính phủ Cộng hòa Nhân dân Trung Hoa đã không công nhận lẫn nhau. Trung Hoa Dân Quốc gọi Cộng hòa Nhân dân Trung Hoa là Cộng sản Trung Quốc. Chính phủ Cộng hòa Nhân dân Trung Hoa cũng dựa trên nguyên tắc một Trung Quốc và chưa bao giờ công nhận tính "hợp pháp" của chính phủ Trung Hoa Dân Quốc. Chính phủ Trung Hoa Dân Quốc được định nghĩa là "nhà cầm quyền địa phương trên lãnh thổ Trung Quốc". Ngoài ra, nó có thể được định nghĩa là chính quyền quá cố, chính quyền ly khai và chính phủ bất hợp pháp. Chính phủ Trung Hoa Dân Quốc nằm dưới sự đại diện của Tập đoàn Tưởng Giới Thạch, nhà cầm quyền Quốc dân Đảng, tập đoàn thống trị Quốc dân Đảng và nhà đương cục Đài Loan.
Năm 1987, Bộ Ngoại giao Cộng hòa Nhân dân Trung Hoa coi các danh hiệu chính thức như "Trung Hoa Dân Quốc" là "ngụy xưng" trong các tài liệu chính thức.:47–48 Theo các quy định liên quan của chính phủ Cộng hòa Nhân dân Trung Hoa và Tân Hoa Xã, chính phủ Trung Hoa Dân Quốc chuyển đến Đài Loan sau năm 1949 không được gọi trực tiếp bằng danh xưng này. Văn phòng Sự vụ Đài Loan đã trả lời về việc một số sách giáo khoa lịch sử ở Hồng Kông thay đổi câu "Chính phủ Trung Hoa Dân Quốc chuyển đến Đài Loan" thành "Trung Quốc Quốc dân Đảng chuyển đến Đài Loan". Chính quyền Quốc dân Đảng... rút lui về đảo Đài Loan và từ đó mất tư cách đại diện cho chính phủ hợp pháp của toàn Trung Quốc".
Một số tác giả từ Cộng hòa Nhân dân Trung Hoa, dựa vào thuật ngữ "nhà đương cục Đài Loan" và thực tế là các quan chức của cả hai bờ eo biển Đài Loan gặp nhau thường xuyên và gọi nhau bằng chức danh chính thức dưới thời chính phủ Mã Anh Cửu, tin rằng chính phủ hai bờ eo biển Đài Loan đều "'ngầm thừa nhận' 'tính hợp pháp' trong quyền lực công của nhau ở các cấp hành chính nhất định và trong các lĩnh vực nhất định".:47

### Bên ngoài Cộng hòa Nhân dân Trung Hoa
Cộng đồng quốc tế bên ngoài Cộng hòa Nhân dân Trung Hoa có định nghĩa chính trị khác về chính phủ Trung Hoa Dân Quốc so với chính phủ Cộng hòa Nhân dân Trung Hoa. Ngay cả khi "Đài Loan không được coi là một quốc gia có chủ quyền", thì nó thường không được coi là một chế độ bất hợp pháp hoặc chính quyền địa phương, mà là một "chính phủ trên thực tế". Chính phủ các nước có quan hệ ngoại giao với Cộng hòa Nhân dân Trung Hoa cũng sử dụng các thuật ngữ như "nhà đương cục Đài Loan". Ví dụ, sau khi chính phủ Mỹ cắt đứt quan hệ ngoại giao với Trung Hoa Dân Quốc vào năm 1979, họ gọi nước này là "Cơ quan quản lý Đài Loan" trong Đạo luật Quan hệ Đài Loan.
Ngày 28 tháng 3 năm 2022, Thượng viện Hoa Kỳ đã thông qua Đạo luật Cạnh tranh Hoa Kỳ, yêu cầu Bộ Ngoại giao Hoa Kỳ và các cơ quan chính phủ khác ngừng đề cập đến chính phủ được bầu cử dân chủ của Đài Loan là chính phủ Trung Hoa Dân Quốc bằng "nhà đương cục Đài Loan" (Taiwan Authorities) lỗi thời. Đinh Thụ Phạm, giáo sư danh dự tại Viện Đông Á thuộc Đại học Chính trị Quốc gia, cho biết trong một cuộc phỏng vấn với Đài Á Châu Tự Do, "Việc thay đổi cách sử dụng 'nhà đương cục Đài Loan' sẽ không phải là ưu tiên của chính phủ Biden. Nếu không gọi là 'nhà đương cục Đài Loan' thì nên đưa ra tuyên bố gì mới trên truyền thông và họp báo? Chúng ta không thể nói về chính phủ Đài Loan. Nếu nhắc đến chính phủ Đài Loan thì chính phủ Cộng hòa Nhân dân Trung Hoa Bắc Kinh sẽ nhảy vào thế chỗ ngay lập tức.
Ngày 14 tháng 9 cùng năm, Ủy ban Đối ngoại Thượng viện Hoa Kỳ đã thông qua Đạo luật Chính sách Đài Loan, trong đó bao gồm 102 mục vừa và nhỏ, "chấm dứt tập quán lỗi thời gọi Chính phủ Đài Loan là "Nhà đương cục Đài Loan". Trong vụ kiện trọng tài Biển Đông, bài viết của trọng tài từng gọi chính phủ Trung Hoa Dân Quốc là "nhà đương cục Đài Loan, Trung Quốc".